# Assembled in Blasphemy
Assembled in Blasphemy är det amerikanska death metal-bandet The Ravenous debutalbum, utgivet 29 augusti 2000 av skivbolaget Hammerheart Records.

## Låtlista
1. "Shrieks of the Mutilated" (instrumental) – 0:49
2. "Dead, Cut Up, and Ready to Fuck" – 2:21
3. "Orgy in Dog's Blood" – 4:35
4. "Feasting from the Womb" – 2:26
5. "Keep My Grave Open" – 6:31
6. "Assembled in Blasphemy" – 2:40
7. "Perverted Before God" – 3:35
8. "Hallucinations of a Deranged Mind" – 3:40
9. "Ageless Existence" – 4:01
10. "Annointing the Worms" (instrumental) – 1:05

Text: Killjoy / Musik: Chris Reifert

## Medverkande
Musiker (The Ravenous-medlemmar)
- Chris Reifert – sång, gitarr, trummor
- Killjoy (Frank Pucci) – sång
- Danny Lilker – basgitarr

Bidragande musiker
- Clint Bower – sologitarr
- Danny Coralles – sologitarr

Produktion
- The Ravenous – producent
- Guido – producent
- Adam Munoz – ljudtekniker
- Justin Lieberman – assisterande ljudtekniker
- Michael Riddick – omslagsdesign
- Mark Riddick – omslagsdesign, logo
- Paul Booth – omslagskonst
- Chris Reifert – omslagskonst
- Harald O. – foto